# خیرت‌رایدن‌برخ
خیرت‌رایدن‌برخ (به هلندی: Geertruidenberg) یک شهرستان در هلند است که در برابانت شمالی واقع شده‌است. خیرت‌رایدن‌برخ ۳ متر بالاتر از سطح دریا واقع شده‌است.